# Simon Kühne
Simon Kühne (Feldkirch, 30 aprile 1994) è un calciatore liechtensteinese, attaccante del Meiningen.

## Carriera

### Nazionale
Ha esordito con la Nazionale liechtensteinese il 21 maggio 2014 nell'amichevole Liechtenstein-Bielorussia (1-5).